# Daniel Heinrich Mumm von Schwarzenstein

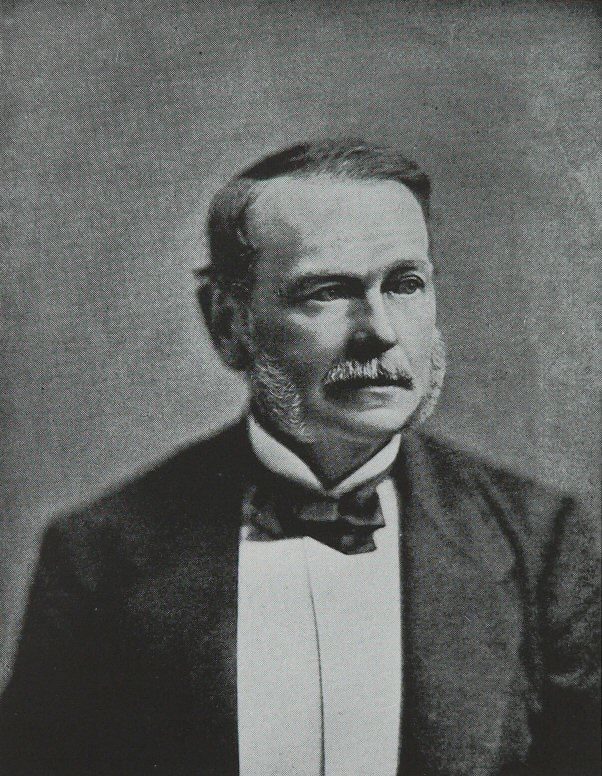
Daniel Heinrich Mumm von Schwarzenstein (1818–1890)

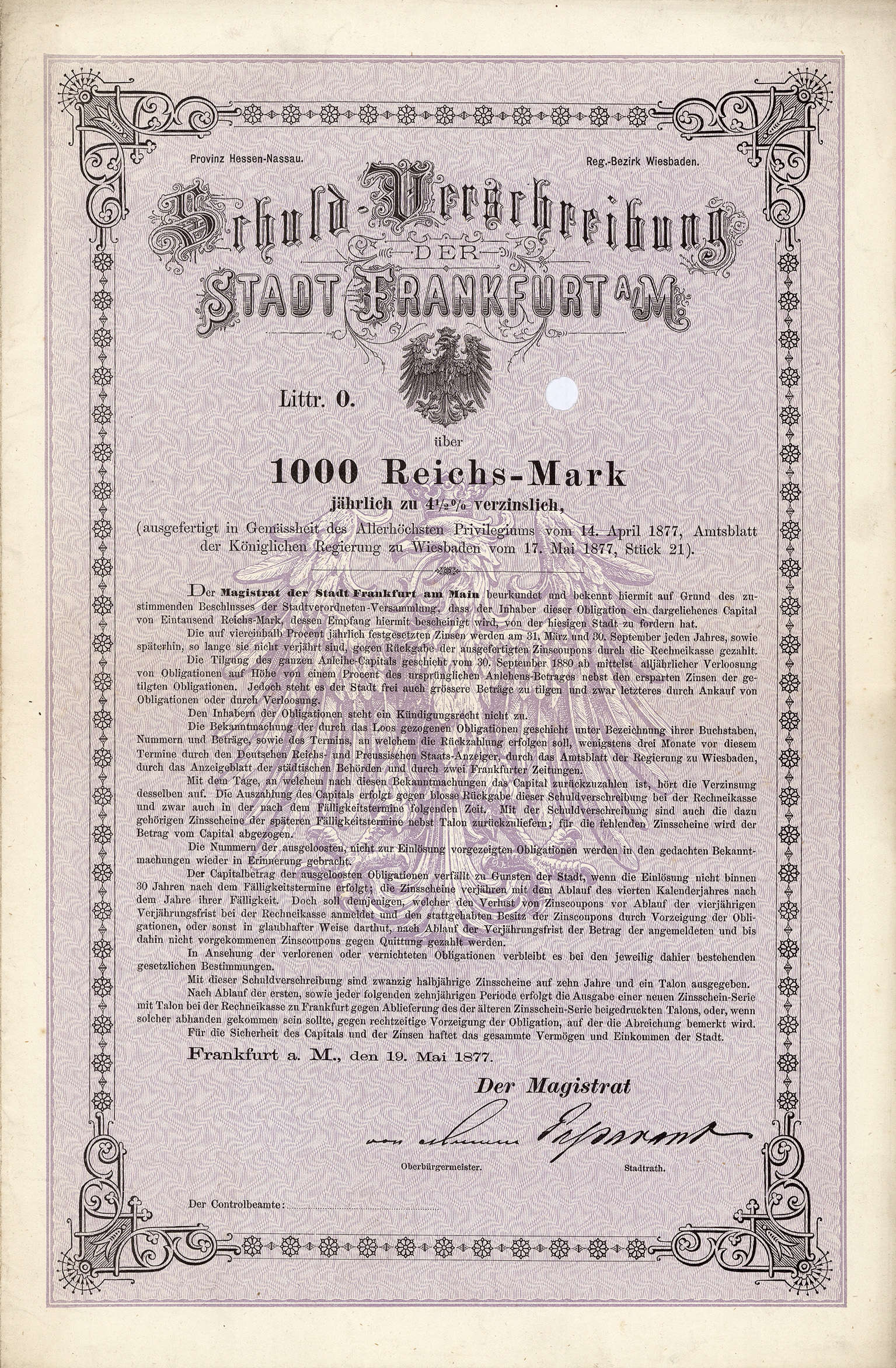
Schuldverschreibung der Stadt Frankfurt vom 19. Mai 1877 mit Unterschrift des Oberbürgermeisters Daniel Heinrich Mumm.

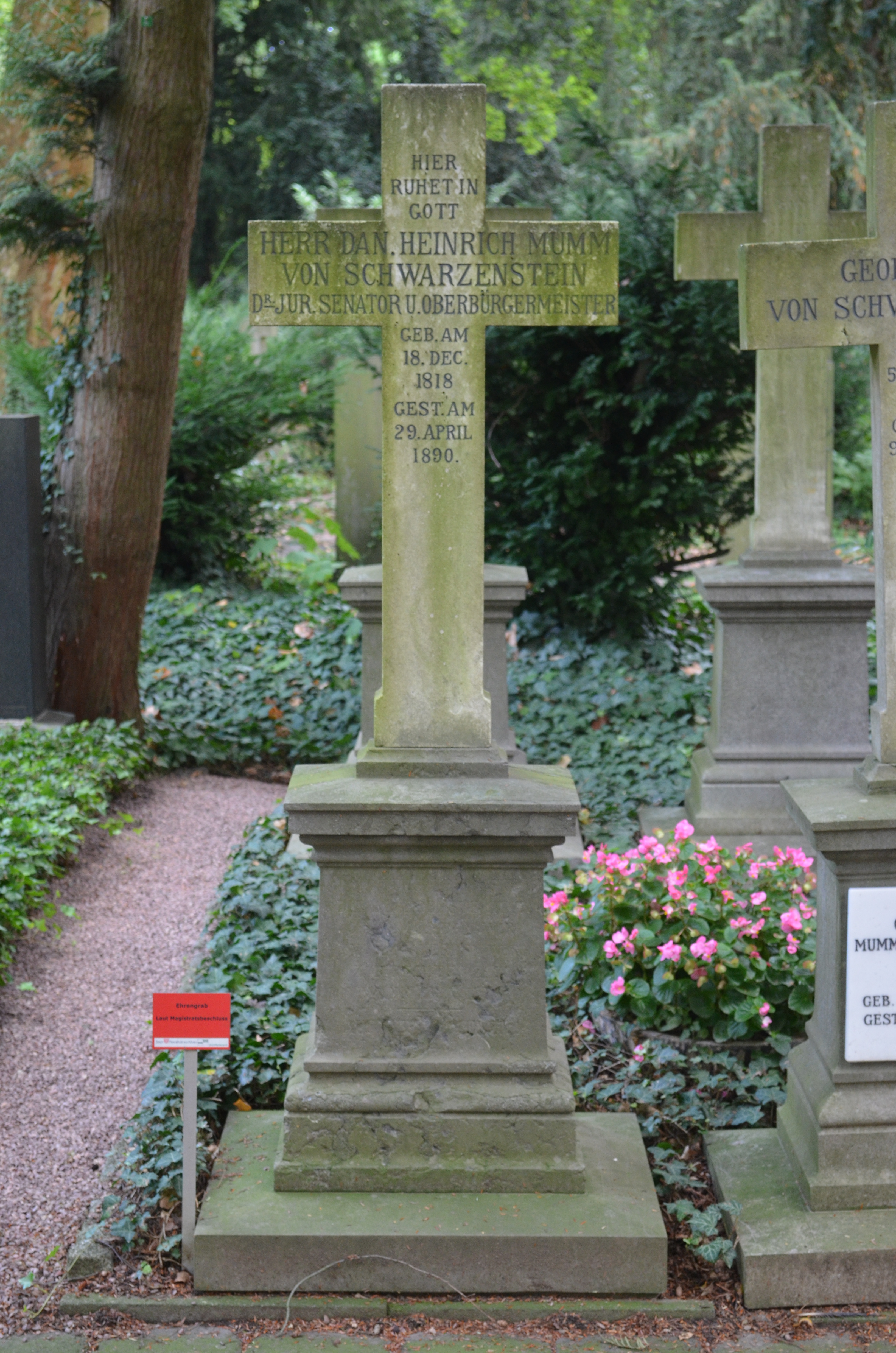
Grab von Daniel Heinrich Mumm von Schwarzenstein auf dem Hauptfriedhof

Daniel Heinrich Mumm, ab 1873 Mumm von Schwarzenstein (* 18. Dezember 1818 in Frankfurt am Main; † 29. April 1890 ebenda) war ein deutscher Jurist und Kommunalpolitiker. Von 1868 bis 1880 war er der erste Oberbürgermeister nach der Annexion Frankfurts durch Preußen. Am 31. März 1873 wurde die Familie Mumm von Schwarzenstein nobilitiert.

## Leben und Wirken
Mumm entstammte einer alteingesessenen Frankfurter Familie. Sein Vater war Wilhelm Mumm (1774–1832), der 1797 in Barmen Marie Schlösser (1779–1858) aus Elberfeld geheiratet und 1805 das Bankhaus Wilhelm Mumm & Co. gegründet hatte. Mumm besuchte das Gymnasium in Frankfurt am Main und studierte Jura in Berlin und Heidelberg. Nach der Promotion 1840 ließ er sich als Rechtsanwalt in seiner Heimatstadt nieder. Am 3. Juni 1851 heiratete er in Frankfurt die sehr vermögende Klara (Clara) Kinen (* 19. Februar 1832 in Frankfurt am Main; † 19. September 1877 in Paris), Tochter des Frankfurter Bankiers Georg Kinen und der Bankierstochter Emilie Jordan, sowie jüngere Halbschwester von Elise Nestle, geb. Kinen, der Ehefrau von Hermann Carl Nestle. Das Ehepaar hatte mit Georg (* 1858), Willi (* 1865), Maria (* 1854) und Anna (* 1860; † 1896) vier Kinder. 
1877 bei einer Reise nach Frankreich brach Klara sich ein Bein und verstarb in Paris während einer dort herrschenden Typhusepidemie. Daniel Heinrich trauerte sehr und verstarb als Witwer. 
Ab 1856 stand Mumm im städtischen Dienst als Richter am Stadtgericht, später am Appellationsgericht Frankfurt am Main. Am 4. Dezember 1865 wurde er durch Kugelung in den Senat der Freien Stadt Frankfurt gewählt.
Nach der Annexion der Freien Stadt Frankfurt durch Preußen am 2. Oktober 1866 bemühte er sich um einen Ausgleich und die Anpassung der städtischen Verhältnisse an die neuen Rahmenbedingungen, die durch das Gemeindeverfassungsgesetz vom 25. März 1867 und die am 1. Oktober 1867 erfolgte verfassungsrechtliche Einbindung in den preußischen Staat gesetzt waren. Am 6. November 1867 schlug die neugewählte Stadtverordnetenversammlung dem preußischen König einstimmig vor, den Senator Mumm für eine Amtszeit von 12 Jahren zum Ersten Bürgermeister zu ernennen. Am 27. Februar 1868 wurde er in sein Amt eingeführt. Ab 1869 durfte er sich offiziell Oberbürgermeister nennen.
Mumm wurde zudem am 15. Mai 1868 als Vertreter der Stadt Frankfurt in das Preußische Herrenhaus gewählt. Im März 1869 wurde der Frankfurter Rezess vereinbart, in dem das Königreich Preußen und die Stadt Frankfurt am Main das Vermögen und die Schulden der ehemaligen Freien Stadt Frankfurt in einen staatlichen Teil, der Preußen zufiel, und einen kommunalen Teil, der der Stadt verblieb, auseinandersetzten. Mit diesem für die Stadt vorteilhaften Vergleich sicherte Mumm die Finanzierung eines umfangreichen Investitionsprogramms, das er bereits zu Beginn seiner Amtszeit auf den Weg brachte. Neben dem Wiederaufbau des am 15. August 1867 abgebrannten Kaiserdoms gehörten dazu zahlreiche Neubauten, darunter die Städtische Markthalle, das Stadtarchiv und der Neubau der Dreikönigskirche. Zum Ausbau der Infrastruktur in der rasch wachsenden Stadt dienten die Fernwasserleitung aus dem Vogelsberg in die Stadt und der Bau einer Schwemmkanalisation, außerdem begannen die Planungen für ein städtisches Schlachthaus und die Kanalisierung des Untermains. Zur Verbesserung der Verkehrsverhältnisse in der beengten Innenstadt wurden die Zeil nach Osten verlängert und die Straßendurchbrüche der Kaiserstraße und der Weißfrauenstraße angelegt. Nachdem jahrhundertelang die Alte Brücke den Anforderungen genügt hatte, entstanden nun in rascher Folge der Eiserne Steg, die Untermain- und die Obermainbrücke.
1871 wurde der Friede von Frankfurt geschlossen, der den Deutsch-Französischen Krieg von 1870/71 beendete. Bismarck hatte die Friedensverhandlungen bewusst nach Frankfurt gelegt, um die Bürgerschaft mit der erzwungenen Eingliederung in den preußischen Staat und dem Verlust der städtischen Souveränität zu versöhnen. 
Die nun beginnende Gründerzeit brachte für Frankfurt einen raschen Wandel vom Handels- und Finanzzentrum Süddeutschlands zu einer preußischen Industriestadt, der mit einem starken Bevölkerungswachstum einherging. Im Laufe von Mumms Amtszeit stieg die Einwohnerzahl Frankfurts von 78.000 auf über 130.000. Das Bauprogramm beanspruchte den städtischen Haushalt enorm. Eine besondere Belastung brachte der Neubau des Frankfurter Opernhauses mit sich, den der kunstsinnige Oberbürgermeister am 14. Dezember 1869 in der Stadtverordnetenversammlung angeregt hatte. Die Baukosten stiegen von ursprünglich geschätzten 1,2 Millionen auf über 6 Millionen Mark. 
Mumm pflegte einen autokratischen Führungsstil und setzte sich über Einwände und Kritik aus der Stadtverordnetenversammlung hinweg. Auch seinen Magistratskollegen stand er reserviert gegenüber. Nach mehreren heftigen Auseinandersetzungen verkehrte er nur noch schriftlich mit den Stadtverordneten. In seiner Verärgerung versuchte er, das Ministerium zu Entscheidungen zu bewegen, die in die städtische Selbstverwaltung eingriffen, und sogar das Wahlrecht zu ändern. Dies führte letztlich dazu, dass die Stadtverordneten ihn nicht zur Wiederwahl nominierten. Der Frankfurter Nationaldichter Friedrich Stoltze spottete: „Mumm von Schwarzenstein wird der genannt, weil den Stein der Weisen er nicht fand“.
Sein Nachfolger wurde am 26. Februar 1880 Johannes Miquel, zu dessen ersten Aufgaben die Konsolidierung der städtischen Finanzen gehörte. Nach Ende seiner Amtszeit widmete sich Mumm von Schwarzenstein vor allem der Pflege des städtischen Musiklebens. Er war langjähriger Vorsitzender der Frankfurter Museumsgesellschaft und Vorsitzender des Kuratoriums der Stiftung Dr. Hoch’s Konservatorium.
Daniel Heinrich Mumm von Schwarzenstein ist auf dem Hauptfriedhof begraben. Das Grab wurde durch den Magistrat der Stadt zum Ehrengrab erklärt.
Sein Großneffe war Herbert Mumm von Schwarzenstein, ein Enkel Georg Mumm von Schwarzenstein (1903–1983), dessen Ehefrau Christa-Mette Mumm von Schwarzenstein (1917–2011) eine langjährige Frankfurter Stadtverordnete war.